# Pimpinellsläktet
Pimpinellsläktet (Sanguisorba) är ett växtsläkte med omkring 30 arter i familjen rosväxter. Pimpinellsläktets arter är fleråriga, örtartade växter som är hemmahörande i Europa, Asien och Nordamerika.